# 久遠ミチヨシ
久遠 ミチヨシ（くおん みちよし）は日本の漫画家。イラストレーター。夫との共同ペンネーム。
分業は主に妻が漫画を担当し、夫がキャラデザインやイラストを担当するが、完全分業ではなく様々な工程を交互に分担する。
漫画担当の妻は、デビュー当初は「メロメロ子（めろめろこ）」名義でティーンズラブ漫画を描いていたが、後に同期の夫と「久遠ミチヨシ」の共同ペンネームで活動するようになった。その後、夫が慢性的な病気を患い療養することになったため、現在は「綾尾幻」のペンネームを用いて一人で活動している。

## 略歴
幼少の頃から漫画家になることが夢で、出版社へ作品の持ち込みを行っていたが、一度諦めていたという。
玉越博幸のアシスタントと並行して同人活動を行い、後にコミックマーケットでのスカウトを経て、2004年にメロメロ子のペンネームでデビュー。
2005年には夫との合同で、久遠ミチヨシ名義で男性向け成人向け漫画の活動も始める。
2009年以降は久遠ミチヨシ名義のみで活動しており、成人男性向け漫画誌や非成年指定漫画誌、青年誌で作品を発表している。
2019年、夫の慢性疾患により久遠ミチヨシ名義での活動を休止。綾尾幻名義で、一般女性向けの活動を開始。COMITIAなどの同人イベントで同人活動を行う。
2019年夏、綾尾幻名義で執筆した商業読切『あやかし狐と秘密のキス』で、集英社マンガMee第10回新人賞の銀賞を受賞する。

## 人物
「久遠ミチヨシ」のペンネームの由来は、当時好きだった作品であるアニメ『ラーゼフォン』の登場人物の如月久遠と、上山徹郎の漫画『隻眼獣ミツヨシ』から拝借したもの。元々は同人活動の際に、別ジャンルの同人誌を出すために考えていたものだった。
師匠の玉越博幸作品『BOYS BE… next season Report5』（マガジンSPECIAL 2010年No.3掲載）に「久遠ミチヒサ」というキャラが登場している。

## 同人活動
夫が主催となり、同人サークル「パンとケーキ」で男性成人向けの同人活動を行っていた。英語表記は「Bread & Cakes Picture」。活動ジャンルは艦これなどの二次創作。しかし慢性疾患のため、2019年以降は同人活動を停止している。
上記のサークル活動停止後、妻である綾尾幻が同人サークル「仄仄爆弾」を立ち上げ、全年齢女性向けのオリジナル創作で活動している。

## 作品リスト

### 久遠ミチヨシ 名義
一般向け 単行本（ライトアダルト作品）
- 絶対☆は〜れむ（全7巻）双葉社『メンズヤング』『アクションピザッツSP』連載。単行本5巻以降はエンジェル出版が発行、最終巻QUEENSのみ成年向け指定。
  1. （2010年4月28日発行）ISBN 4575837628
  2. （2010年10月28日発行）ISBN 4575838322
  3. （2011年5月28日発行）ISBN 4575839132
  4. （2012年3月2日発行）ISBN 4575840386
  5. （2012年12月17日発行）ISBN 4873064740
  6. （2013年9月3日発行）ISBN 4873065240
  7. （2014年7月3日発行）ISBN 4873065844
  8. 　→成年向け 単行本　絶対☆は〜れむQUEENS
- ハンドレッドゲーム（全3巻）（竹書房） ビタマン連載。
  1. （2015年7月27日発行）ISBN 4801953158
  2. （2016年4月27日発行）ISBN 4801955134
  3. （2016年12月26日発行）ISBN 4801956947
- 極選パイ娘DX（2014年6月7日発売）竹書房　ISBN 4812486351　同社刊行のつつんでひらいて・ヒメゴトマタニティの総集編コンビニコミック。
- あなたと私は悪くない（2014年5月27日発売）竹書房　ISBN 4812485916
- あまあま＊パフュメ（2013年12月9日発売）少年画報社　ISBN 478595180X
- ヒメゴトマタニティ（2011年8月6日発売）竹書房　ISBN 4812476488
- つつんでひらいて（2010年1月9日発行）竹書房　ISBN 4812472164

一般向け 単行本
- 幼稚園からやりなおしっ！（全2巻）双葉社
  1. （2011年9月12日発行）ISBN 4575839612
  2. （2012年5月12日発行）ISBN 457584070X

成年向け 単行本
- 絶対☆は〜れむQUEENS（2016年7月30日発売）エンジェル出版　ISBN 4873067197
- Spray Pink（2010年7月30日発売）ワニマガジン社　ISBN 4862691331
- 桃色たゆにずむ（2009年5月25日発行）ワニマガジン社　ISBN 4862690890
- 妄想ホリック（2008年5月25日発行）一水社　ISBN 4870767066

単行本未収録作品
- 「教えて！碧川さん」（月刊ビタマン 2014年7月号）竹書房
- 「グルメイド♥」（ヤングコミック 2010年1月号）少年画報社
- 「乙女×オトメ」（プルメロ vol.32 2009年8月01日発行）若生出版
- 「エロ漫画家にご注意!!」（COMICオレカノ! vol.3 2008年8月20日発行）光彩書房
- 「淫楽Lesson」（COMIC快楽天BEAST 2007年5月号）ワニマガジン社

### メロメロ子 名義
単行本化されていないティーンズラブ作品群(連載・読切)が多数あり、現在は携帯コミックで閲覧が可能。携帯コミック化されていない一部の初期作品のみ、アンソロジーコミックを含め絶版となっている。
ティーンズラブ 単行本
- レンアイサイズ（2006年9月11日発行）光彩書房 ISBN 4860932390

ティーンズラブ アンソロジー
- 禁断愛の世界（2004年12月30日発行）光彩書房 ISBN 4860931777　著者デビュー作

### 綾尾幻 名義
- あやかし狐と秘密のキス（漫画配信サイトマンガMee掲載）集英社

## アシスタント
タカヤマノン